# Sudetská reneta

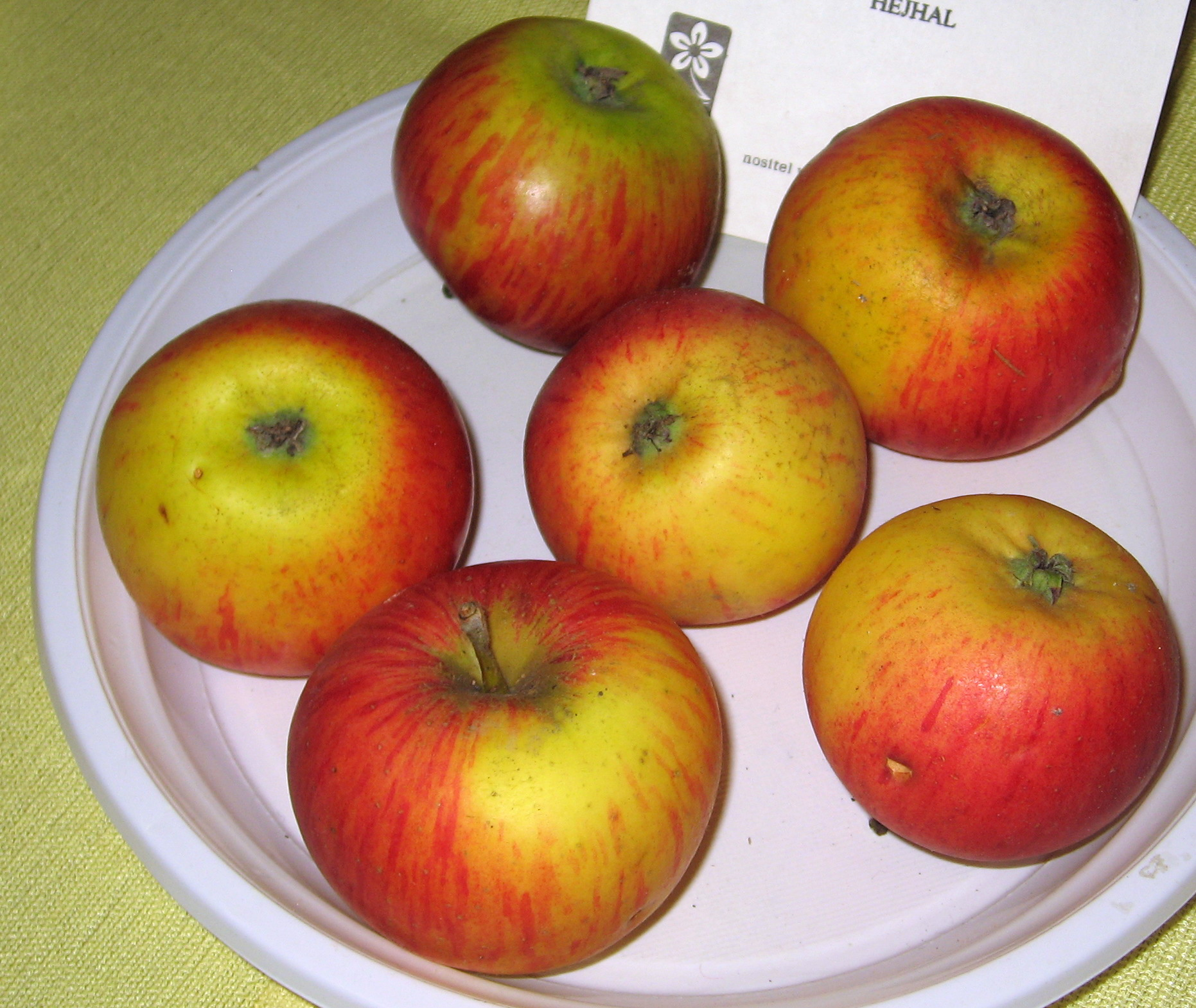

Sudetská reneta (Malus domestica 'Sudetská reneta') je ovocný strom kultivar druhu jabloň domácí z čeledi růžovitých.

## Historie
Jde o velmi často rozšiřovanou českou odrůdu z konce 19. století.

## Charakteristika
Sudetská reneta je kříženec Ananasové renety x Kanadské renety x Gdánského hranáče. Řadí se mezi zimní odrůdy jabloní. Odrůda je velmi vhodná na přímý konzum. Má kulovité plody středních a větších rozměrů. Plody jsou vyrovnané velikostí i tvarem. Vyznačují se základní nažloutle zelenou barvou, která je krytá oranžovou červení. Líčko je cihlově červené. Dužina je středně tuhá, šťavnatá, se sladce navinulou chutí a s jemně kořenitou příchutí. Sklízí se od poloviny října, dozrává v prosinci a dá se skladovat až do konce března. Začíná plodit do 5 let po výsadbě a plodnost je hojná. Doporučuje se zmlazování. Na bujné podnoži dosahuje životnosti přibližně mezi 80 a 100 lety. Není vhodná pro nízké tvary. Odrůda je vhodná na stanoviště do nadmořské výšky 600 metrů, přičemž je nevhodné ji pěstovat do nadmořské výšky 250 m. Toleruje vlhčí půdy a nesnáší přísušek. Je náročná na živiny a hnojení.